# Sam Troughton
Sam Troughton est un acteur britannique, né le 21 mars 1977.

## Biographie
Sam Troughton est le fils de David Troughton et le petit-fils de Patrick Troughton. Son frère cadet Jim, est joueur de cricket, au Warwickshire County Cricket Club. Sam a étudié le théâtre à l'université de Hull.
Sam a grandi à Shakespeare, Stratford Upon Avon. Il a étudié au collège Trinity Catholic Technology College à Leamington dans le Warwickshire avant d'obtenir son diplôme de théâtre à l'université de Hull en 1998. Il joue ensuite dans de nombreuses pièces de théâtre de Shakespeare, où il reçut le prix du meilleur acteur de théâtre classique de moins de 30 ans.

## Carrière
Il a joué dans des films d'horreur : Spirit Trap (avec Billie Piper), et Alien vs. Predator (2005). Il a joué dans beaucoup de séries télévisées y compris Hex : La Malédiction. Sam Troughton est aussi apparu dans le drame Ultimate Force (série tv) (2002). De 2006 à 2009, il joue dans la série Robin des Bois (sur la BBC en Angleterre et sur France 4 et Canal+ en France), où il incarne le meilleur ami de Robin, Much. Le grand-père de Sam Troughton a joué dans la première série télévisée Robin des Bois diffusée en 1955. 
Au théâtre, celui-ci a interprété Marcus Brutus dans Jules César en 2009. La même année, il a joué le troisième gentilhomme dans Le Conte d'hiver. En 2010, Sam Troughton a interprété Roméo dans Roméo et Juliette au Courtyard Theatre.

## Filmographie

### Cinéma
- 2003 : Sylvia : Tom Hadley-Clarke
- 2004 : Alien vs. Predator de Paul W.S. Anderson : Thomas
- 2004 : Vera Drake de Mike Leigh : David
- 2005 : Spirit Trap : Nick
- 2017 : Slumber de Jonathan Hopkins : Charlie Morgan
- 2017 : Le Rituel : Dom
- 2020 : Mank de David Fincher

### Séries télévisées
- 2000 : Summer in the Suburbs : Police Constable
- 2002 : Ultimate Force : Stuart (1 épisode)
- 2002 : Foyle's War : Policeman 2 (1 épisode)
- 2003 : Les sept merveilles du monde industriel : H. Percy Boulnois (1 épisode)
- 2003 : Judge John Deed : PC Doug Welkin (1 épisode)
- 2004 : Gunpowder, Treason & Plot : Thomas Winter
- 2004 : Messiah III  : Révélation : Thomas Stone
- 2005 : Hex : La Malédiction
- 2007-2009 : Robin des Bois : Much
- 2019 : Chernobyl : Aleksandr Akimov

### Théâtre
- 2009 : Jules César : Marcus Brutus
- 2009 : Le Conte d'hiver : le troisième gentilhomme
- 2010 : Roméo et Juliette : Roméo